# Aino Värk
Aino Värk, coniugata Hein (Tartu, 6 maggio 1933), è un'ex cestista e allenatrice di pallacanestro sovietica.

## Carriera
Con l'Unione Sovietica ha disputato i Campionati europei del 1956.